# Sbrinz
Sbrinz je švýcarský tvrdý sýr vyráběný z kravského mléka. Zrnitou strukturou a výraznou chutí připomíná parmezán. Obsah tuku v sušině přesahuje 40 % a obsah soli je minimálně 12 gramů na kilogram. Před uvedením na trh musí sbrinz zrát nejméně šestnáct měsíců, doporučuje se ho konzumovat ve stáří čtyř až pěti let. Obvykle se používá strouhaný na těstoviny nebo se láme na malé kousky a podává se k bílému vínu a chlebu. 
Sbrinz má od roku 2002 známku AOC. Jeho výrobou se zabývá pouze 42 mlékařských podniků. Pravý sbrinz musí být vyroben ve středním Švýcarsku z místního mléka tradiční metodou vaření v měděných kotlích. Smí obsahovat pouze čerstvé mléko, syřidlo, kultury a sůl. Na kolo sýra o hmotnosti 45 kg se spotřebuje 600 litrů mléka. V letních měsících se vyrábí také jeho dražší varianta nazývaná Alp-Sbrinz.
Sýr je pravděpodobně pojmenován podle města Brienz. Jiné vysvětlení poukazuje na společný základ se slovem brynza. Dříve se nazýval také Spalenkäse podle soudků, v nichž se skladoval. O tvrdém sýru alpských horalů se zmiňuje již Columella, první písemná zmínka o sbrinzu pochází z roku 1530. Dopravoval se přes hory do Itálie průsmykem Grimselpass, připomínkou oněch časů je turistická stezka Via Sbrinz.